# Måleenhed
 For alternative betydninger, se Enhed (flertydig). (Se også artikler, som begynder med Enhed)
En måleenhed eller fysisk enhed (ofte blot kaldt en enhed) er inden for naturvidenskab og ikke mindst fysik en særlig faktor der anføres efter et tal når man anfører værdien af en fysisk størrelse. Sådanne enheder har selvsagt betydning i dagligdagen og for eksempel inden for handel.
Alle almindeligt brugte enheder har standardiserede symboler, der normalt er forkortelser for deres navne. I en stor del af verdenen (inkl. Danmark) benyttes SI-enheder med SI-præfiks.

## Eksempler på enheder
Massen af en person kan angives som 70 kilogram. Radius af et hydrogen-atom kan være 53 pikometer. Den elektriske spændingsforskel mellem polerne i en dansk stikkontakt er omkring 230 volt. Energiindholdet i 100 gram sodavand er omkring 170 kilojoule. Afstanden til Mælkevejssystemets centrum er 250 exameter.

## Vigtigheden af enheder
Et tal giver ingen mening som angivelse af en fysisk størrelse hvis der ikke er anført en enhed. Således er det meningsløst at sige at "energien er 100" uden at anføre enheden.
Mange fejl og endda ulykker inden for anvendt natur- og ingeniørvidenskab skyldes misforståelse af måleenheder. NASA har mistet kostbart udstyr på grund af simple enhedsfejl. Fx gik Mars Climate Orbiter til grunde den 23. september 1999 i Mars' atmosfære, fordi noget software benyttede ikke-SI-enheder i stedet for SI-enheder.[kilde mangler]

## Regning med enheder
Ved multiplikation og division med tal benævnt med enheder, skal man blot huske at enheden matematisk set fungerer som en faktor. Bemærk at enhederne ofte forekommer i potens.
Som et eksempel betragter vi en simpel opgave.
700 kg vand med massefylden 1000 kg/m³ opbevares i en beholder med lodrette vægge. Beholderens bund (grundfladen) har et areal på 2,0 m². Hvor stor er højden af vandoverfladen over bunden?
Med omhyggelig brug af enheder (her SI-enheder) fremkommer svaret ved følgende regnestykke:
{\displaystyle h={m \over \rho \cdot A}={\frac {700\;\mathrm {kg} }{1000\;\mathrm {\frac {kg}{m^{3}}} \cdot 2{,}0\;\mathrm {m^{2}} }}={\frac {700\;\mathrm {kg} }{2000\;\mathrm {\frac {kg}{m}} }}=0{,}35\;\mathrm {\frac {kg}{\frac {kg}{m}}} =0{,}35\;\mathrm {m} }
Man ser at facit kommer frem i den forventede enhed (meter). Hvorvidt slut-enheden bliver korrekt eller ej, kan ofte anvendes som en slags kontrol af om den valgte udregningsmetode var korrekt.
Addition og subtraktion af tal benævnt med enheder er kun mulig hvis de to enheder er identiske.

## Systemer af enheder
Som det er fremgået ovenfor, kan man opbygge nye enhder ud fra gamle ved hjælp af multiplikation, division og potensopløftning. På denne vis fremkommer der et helt system af enheder. Et sådant enhedssystem siges at være kohærent hvis alle omregningsfaktorer har talværdien 1, sådan at enhederne "passer sammen". For eksempel er
1 N·m = 1 J = 1 W·s
Der findes dog også traditionelle enhedssystemer som er meget inkohærente. For eksempel svarer 1 gammel dansk skæppe til 0,5631 gamle danske kubikfod.
Alt efter hvilke grundenheder man tager udgangspunkt i, kan man lave mange forskellige systematiske (kohærente) enhedssystemer. Det mest anvendte system til de fleste formål er i dag det internationale SI-system.

## Eksterne kilder og henvisninger
- Regner til omregning af enheder